# الجمعية الوطنية لتعليم الأطفال الصغار
الرابطة الوطنية لتعليم الأطفال الصغار (بالإنجليزية: National Association for the Education of Young Children)‏ وتُختصر إلى NAEYC هي رابطة كبيرة غير ربحية في الولايات المتحدة تمثل معلمي التعليم في مرحلة الطفولة المبكرة، والمعلمين المساعدين، والمديرين، والمدربين، والأساتذة الجامعيين، وأسر الأطفال الصغار، والسياسيين، والمحامين. وتركز الرابطة على تحسين رفاهية الأطفال الصغار، مع التركيز بوجه خاص على نوعية الخدمات التعليمية والإنمائية للأطفال منذ الولادة وحتى سن الثامنة.

## التاريخ

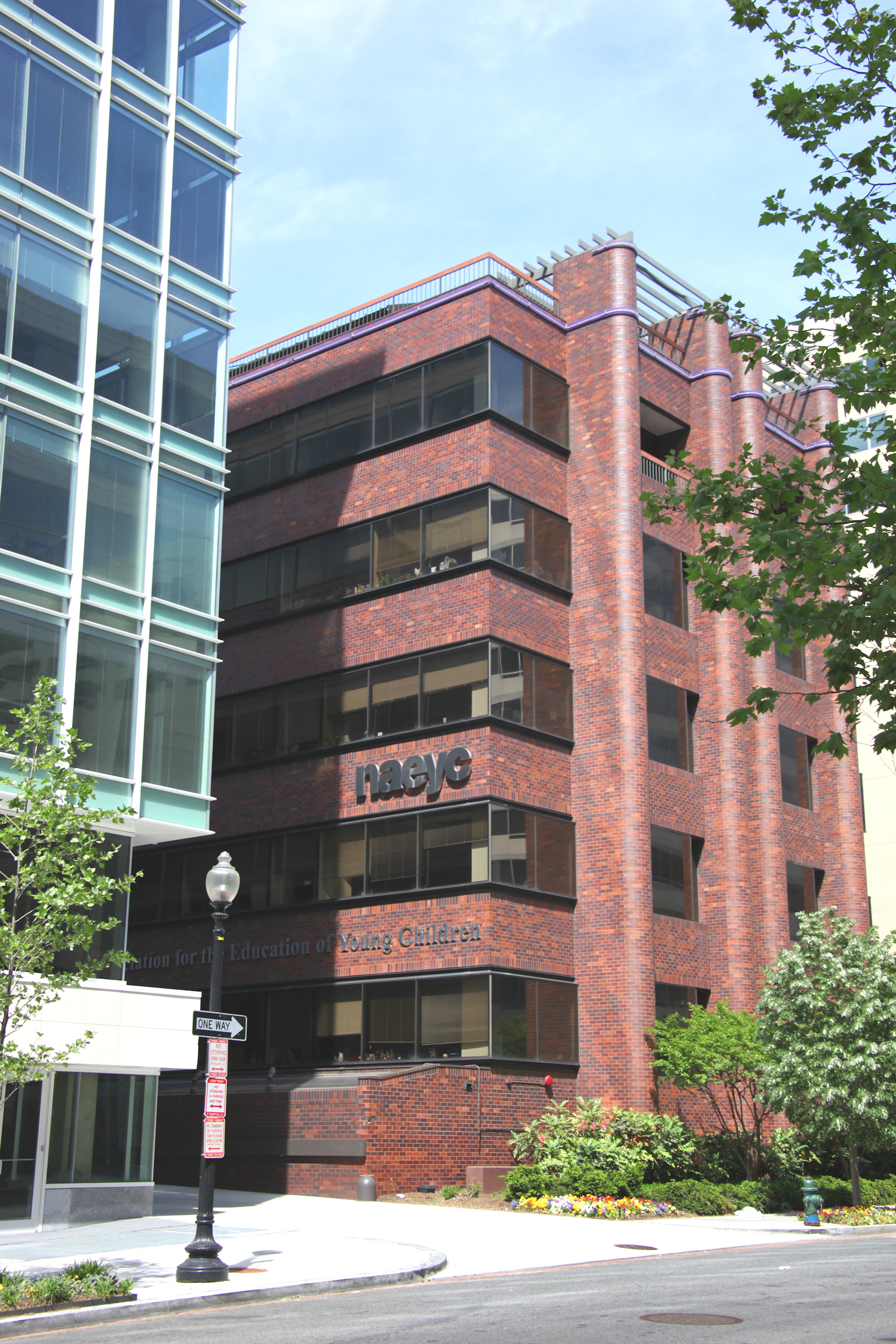
مبنى (NAEYC) في شارع 1313 ل. في واشنطن العاصمة.

في العشرينات من القرن العشرين، ألهم القلق حول الجودة المتغيرة لبرامج المدارس التمهيدية الناشئة في الولايات المتحدة الأمريكية باتي سميث هيل لجمع شخصيات بارزة في هذا المجال لتقرير أفضل طريقة لضمان وجود برامج عالية الجودة. وقد اجتمعت المجموعة في واشنطن العاصمة حول مسألة إصدار دليل يسمى «الحد الأدنى من أساسيات تعليم الحضانة» يحدد معايير وأساليب مدارس الحضانة المقبولة. وبعد ثلاث سنوات، عززت المجموعة وجود جمعية مهنية لخبراء المدارس التمهيدية يدعى الجمعية الوطنية لتعليم الحضانة (NANE). غيرت (NANE) اسمها إلى (NAEYC) في عام 1964.
الجمعية موجودة لأكثر من 80 عاما. وهي تعقد مؤتمرتين وطنيتين في مرحلة الطفولة المبكرة سنويا، والمؤتمر السنوي والمعرض الوطني للرابطة الوطنية للطفولة، والمعهد الوطني للطفولة في مرحلة الطفولة المبكرة. المؤتمر والمعرض السنوي الجمعية هو أكبر مؤتمر للتعليم في مرحلة الطفولة المبكرة في العالم. وتنشر الجمعية دوريات وكتب ومواد تنمية مهنية وموارد، وكلها تتعلق بتعليم الأطفال الصغار. كما تنشط الجمعية في عمل السياسة العامة. ومن المعروف أن الجمعية معروفة لاعتماد مراكز رعاية الطفل / مرحلة ما قبل المدرسة عالية الجودة، وأكثر من 10,000 مراكز وبرامج ومدارس حصلوا على اعتماد الجمعية. 

## الاعتماد الاكاديمي
تعتمد الجمعية برامج الطفولة المبكرة وفقا لمعايير الصحة والسلامة والتعليم التي أطلقتها لأول مرة في عام 1985 وأعيد اختراعها ونشرت في سبتمبر 2006. وتهدف المعايير الجديدة إلى توفير نظام اعتماد أكثر موثوقية وخضوعا للمساءلة وتشجيع مجال التعليم في مرحلة الطفولة المبكرة على السعي إلى تحقيق مستوى جديد من الامتياز.
تعتمد الرابطة أيضا برامج الشهادات الأكاديمية لمعلمي الطفولة المبكرة.

## الهيكل
لدى الجمعية هيكلة من الشركات التابعة للولايات والشركات المحلية شبه المستقلة ولكن المطلوب منها المساهمة في جزء من اشتراكات العضوية للمنظمة الوطنية. يقدم مكتب العلاقات التابعة خدمات مباشرة إلى الشركات التابعة للدولة، وفروع الشركاء المحليين، والتحالفات التابعة لها لدعمهم في جهودهم لبناء القدرات وتصبح المنظمات عالية الأداء وشاملة.

## البرامج الحالية
توفر الجمعية العديد من البرامج المختلفة لمساعدة المهنيين الذين يعملون على تثقيف الأطفال الصغار. فهي ناشر رئيسي للموارد التعليمية، والتي تشمل الكتب وأشرطة الفيديو والملصقات التي يمكن أن تساعد في تعليم الأطفال الصغار. كما ينشر المعهد الوطني للثقافة والمراهقين دوريتين علميتين لمساعدة المهنيين في مرحلة الطفولة المبكرة وأولياء الأمور على البقاء على علم بآخر البحوث حول تعليم الأطفال الذين تتراوح أعمارهم بين 0-8. هذه المجلات هي الأطفال الصغار والطفولة المبكرة البحوث الفصلية. في عام 2007، وضعت الجمعية أيضا تعليم الأطفال الصغار، وهي مجلة مكتوبة لمعلمي مرحلة ما قبل المدرسة. وتوفر المجلة أفكارا مفيدة قائمة على البحوث يمكن للمعلمين استخدامها في فصولهم الدراسية. كل عام الجمعية يقدم العديد من المؤتمرات حيث يمكن للمشاركين معرفة وتلقي التطوير المهني في مجالهم، وكذلك التركيز على التحسينات التي تم إجراؤها في الممارسات والسياسات والبحوث.
يتجاوز برنامج الجمعية المنشورات والمؤتمرات وأشرطة الفيديو، ويقدم برنامجا يسمى «دعم المعلمين وتعزيز الأسر» مصمم للمساعدة في الكفاح من أجل منع إساءة معاملة الأطفال وتعزيز التنمية الاجتماعية والعاطفية الصحية لدى الأطفال الصغار. يعمل هذا البرنامج من خلال تعليم المعلمين كيفية التواصل بشكل أفضل مع أسر طلابهم. ومن البرامج الهامة الأخرى التي ترعاها اللجنة الوطنية للمرأة والطفل "أسبوع الطفل الصغير". هذا هو الترويج لمدة أسبوع كل ربيع الذي يرفع الوعي العام بأهمية تنمية الطفولة المبكرة والتعليم.

## السياسة والدعوة
تشجع الرابطة مؤيديها على إطلاعهم على القضايا والتشريعات الراهنة التي تؤثر على حياة الأطفال الصغار. في مركز الأطفال لأبطال الجمعية، يمكن للأفراد العثور على معلومات حول العملية التشريعية الاتحادية، وتعلم كيفية الاتصال بأعضاء الكونغرس، ومشاهدة جدول الأعمال اليومي لمجلس النواب ومجلس الشيوخ.
تعتقد الرابطة أن الأمة تقف عند مفترق طرق. ويجب وضع نظام متكامل للرعاية والتعليم في مرحلة الطفولة المبكرة يتضمن نهجا شاملة تشارك فيها الأسر والمجتمعات المحلية بصورة مباشرة في تصميم البرامج وتنفيذها وتقييمها. ويعتقد الجمعية أن الأميركيين يمكن أن تستثمر الآن في أطفالنا وأسرنا والتمتع بالمدخرات على المدى الطويل، مع دولة أكثر حيوية من صحة، وتحقيق الأطفال والأسر أكثر استقرارا. أو أنها قد تفشل في جعل الاستثمار ودفع الثمن: زيادة الانحراف، وزيادة الفشل التعليمي، وانخفاض الإنتاجية، وقدرة أقل على المنافسة الاقتصادية، وعدد أقل من البالغين على استعداد لتكون فعالة ومحبة الآباء إلى الجيل القادم من الأطفال.
الحكومة الاتحادية والولائية والحكومات المحلية والمجتمعات المحلية والآباء والقطاع الخاص عليهم أن يتقاسموا مسؤولية ضمان رفاهية الأطفال والأسر.
من أجل الحفاظ على البرامج الجارية، يجب على أعضاء الجمعية دفع مستحقات لتمويل البرامج التي تديرها. في سبتمبر 2012، تلقى أعضاء الجمعية في ذلك الوقت رسالة / بريد إلكتروني بشأن زيادة المستحقات. وكانت هذه هي المرة الأولى منذ عام 2000 التي تشهد زيادة في المستحقات.

## بيانات المجلات، والمنشورات، والمراكز
نشرت المنشورات الدورية التالية ورعتها من قبل الرابطة:

### الأطفال الصغار
الأطفال الصغار هي مجلة استعراض الأقران نشرت مرتين في الشهر من قبل الجمعية الوطنية لتعليم الأطفال الصغار. في هذه المجلة، يتم تنظيم القضايا حول المجموعات الموضعية التي تولي اهتماما خاصا للقضايا في مجال التعليم في مرحلة الطفولة المبكرة.

### تعليم الأطفال الصغار
تعليم الأطفال الصغار هي مجلة مصممة خصيصا لمعلمي مرحلة ما قبل المدرسة. وهو يسلط الضوء على التفكير الحالي حول أفضل الممارسات في التعليم في مرحلة الطفولة المبكرة، والابتكارات في هذا المجال، والبحوث وآثارها، والأفكار المثيرة للاهتمام من وإلى معلمي مرحلة ما قبل المدرسة. وتعزز المقالات والميزات الأخرى معايير الاعتماد لمعايير برنامج الطفولة المبكرة لرابطة الطفولة المبكرة والمعنية بالعلاقات والتدريس وتشجع التدريس الفعال في سنوات ما قبل المدرسة.

### فصلية الطفولة المبكرة
أبحاث الطفولة المبكرة الفصلية هي مجلة بحثية تنشر أربع مرات في السنة، وتحتوي على أبحاث حالية في مرحلة الطفولة المبكرة.
بالإضافة إلى هذه الدوريات، الجمعية تنتج بيانات موقف رسمي من وقت لآخر «لبيان موقف الرابطة بشأن القضايا المتعلقة بممارسة التعليم في مرحلة الطفولة المبكرة، والسياسة، و/ أو التنمية المهنية التي هناك آراء مثيرة للجدل أو نقدية». وعادة ما تنتج هذه البيانات الموقف من قبل الجمعية لتشمل مناقشة متعمقة لقضايا محددة مثل معايير التعليم المبكر، شهادة المعلم أو العنف الإعلامي. وفي عدد قليل من الحالات، أصدرت الهيئة بيانات موقفية بالاشتراك مع سلطات أخرى. ومن الأمثلة الحديثة على ذلك بيان عام 2012 المعنون "التكنولوجيا ووسائل الإعلام التفاعلية كأدوات في برامج الطفولة المبكرة التي تخدم الأطفال من الولادة حتى سن 8"، الذي تم إعداده بالاشتراك مع مركز فريد روجرز للتعلم المبكر ووسائط الإعلام للأطفال في كلية سانت فنسنت.

### رعاية الأطفال في الأسر ذات الدخل المنخفض: أحد الدراسات الاستقصائية الوطنية لرعاية الطفل، 1990
رعاية الأطفال في الأسر ذات الدخل المنخفض هي دراسة أجرتها الرابطة مع المعهد الحضري في عام 1990 على مرافق رعاية الطفل بأسعار معقولة للأسر ذات الدخل المنخفض. يستكشف هذا الكتاب جوانب مختلفة متعددة من حياة الأطفال ذوي الدخل المنخفض والرعاية النهارية. كما تبحث الدراسة جوانب الحياة الأسرية. على سبيل المثال، ما إذا كان المنزل لديه أحد الوالدين أو الوالدين أو الوالدين العاطلين عن العمل أو غير ذلك من الحالات العائلية الغريبة وكيف يؤثر ذلك على الأطفال وقدراتهم على الحصول على التعليم المناسب. وكانت هذه دراسة شاملة ومفصلة جدا أجرتها اللجنة الوطنية لمساعدة الأطفال، وساعدتها على أن تناسب على نحو أفضل مرافق رعاية الأطفال الخاصة بها للتكيف مع احتياجات الأسر ذات الدخل المنخفض.

## رؤساء مجلس إدارة الرابطة
| الاسم                        | المدة                      |
| ---------------------------- | -------------------------- |
| إيفانجلين هـ. وارد           | 1972–1974                  |
| بروس غاردنر                  | 1974–1976                  |
| رنار سبوديك                  | 1976–1978                  |
| جان مكارثي                   | 1978–1980                  |
| باربرا ت. بومان              | 1980–1982                  |
| بيتي م. كالدويل              | 1982–1984                  |
| دوسيا زافيتكوفسكي            | 1984–1986                  |
| ديفيد إلكيند                 | 1986–1988                  |
| إلين غالينسكي                | 1988–1990                  |
| لانا هوستيتلر                | 1990–1992                  |
| ليليان غ. كاتس               | 1992–1994                  |
| جيرل دانيال                  | 1994–1996                  |
| ريتشارد كليفورد              | 1996–1998                  |
| شارون لين كاغان              | 1998–1999                  |
| كاثي ر. ثورنبورغ             | 2000–2001                  |
| جين ويتشل                    | 2002–2004                  |
| دواين كرومبتون               | 2005                       |
| جوسو كروز، الابن.            | 2005–2006                  |
| آن ميتشل                     | 2006–2008                  |
| سو راسل                      | 2008–2010                  |
| ستيفاني فانجول               | 2010–2012                  |
| جيرا جاكوبس                  | 2012-2014                  |
| ديبورا كاسيدي (رئيسة منتخبة) | 2014-2016 (توفى في 2016)   |
| كارول برونسون داي            | 2014-2017 (استقال في 2017) |
| تامي ل. مان                  | 2017 - حتى الآن            |

## وصلات خارجية
- NAEYC web site
- NAEYC Accreditation web site
- How to Become Accredited